# 최석 (군인)
최석(崔錫, 1917년 10월 5일 ~ 1982년 7월 29일)은 대한민국의 군인이다. 한국 전쟁에 참전했으며, 육군 중장으로 예편했다.

## 이력
그의 본관은 통천이다. 
1961년 5.16 군사정변을 반대하여 박정희의 지지자들에게 강제 체포되었고, 이후 강제 예편 처분되었다.

## 상훈
국군 최고의 무공훈장인 태극무공훈장을 수여받았다.

## 약력
- 1917. 10.5 함경남도 북청 출생.
- 와세다대학에 재학하던 중 일본군에 징집
- 1946. 3. 군사영어학교 졸업 및 육군참위(소위) 임관
- 1947. 10. 조선경비보병학교 수료
- 1950. 10. 제 3군단 참모장
- 1950. 10 제 1훈련소장 및 육군준장
- 1950. 11 제 3사단장
- 1951. 4 제 9사단장
- 1953. 5 육군보병학교장
- 1953. 5 육군소장
- 1953. 6 교환귀환자인수본부장
- 1953. 9 육군본부 작전교육국장
- 1955. 6 제 21사단장
- 1954. 7 태극무공훈장 수여
- 1956. 7 제 3군관구사령관
- 1957. 2. 국방대학교 졸업
- 1959. 8 군사정전위원회 한국군 수석대표
- 1960. 4 제 1군단장
- 1960. 7 제 3군단장
- 1961. 1 육군중장
- 1961. 8 예편
- 1982. 7.29 타계